# Avenida Departamental
La avenida Departamental es una arteria vial que recorre los sectores sur y suroriente de la metrópoli de Santiago en Chile. Forma parte del anillo interior de Santiago y pasa por las comunas de Cerrillos, Pedro Aguirre Cerda, San Miguel, San Joaquín, Macul, Peñalolen y La Florida y debe su nombre a que antes fue el límite entre los departamentos de Santiago y La Victoria. Su extensión hacia el poniente está conectado con avenida Suiza y avenida Las Rejas.

## Historia
El trazado de avenida Departamental tiene diversos orígenes, según el punto de referencia. En el sector de intersección con la avenida Vicuña Mackenna, fue un antiguo camino que conducía a la cantera de Pedrero. En San Joaquín, fue un canal que abastecía a las poblaciones circundantes.
Su trazado por la comuna de San Miguel data desde el siglo XVIII —cuando dividía los fundos de Atacama, Lo Mena, La Pirámide y El Guindal—; tras la división de la chacra Ochagavía, abarcaba hasta la avenida La Feria, tramo que hoy es conocido como "Departamental Antiguo"; continuó expandiéndose hacia el poniente durante la segunda mitad del siglo XX hasta unirse con la avenida Las Rejas. 
Durante 2007 se construyó el paso bajo nivel en el cruce con Santa Rosa y en 2013 se inauguró el corredor de Transantiago de la comuna de Macul.

## Descripción

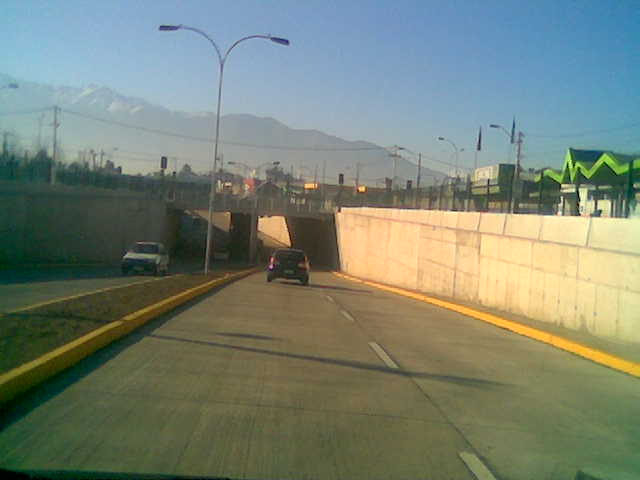
Cruce entre las avenidas Santa Rosa y Departamental

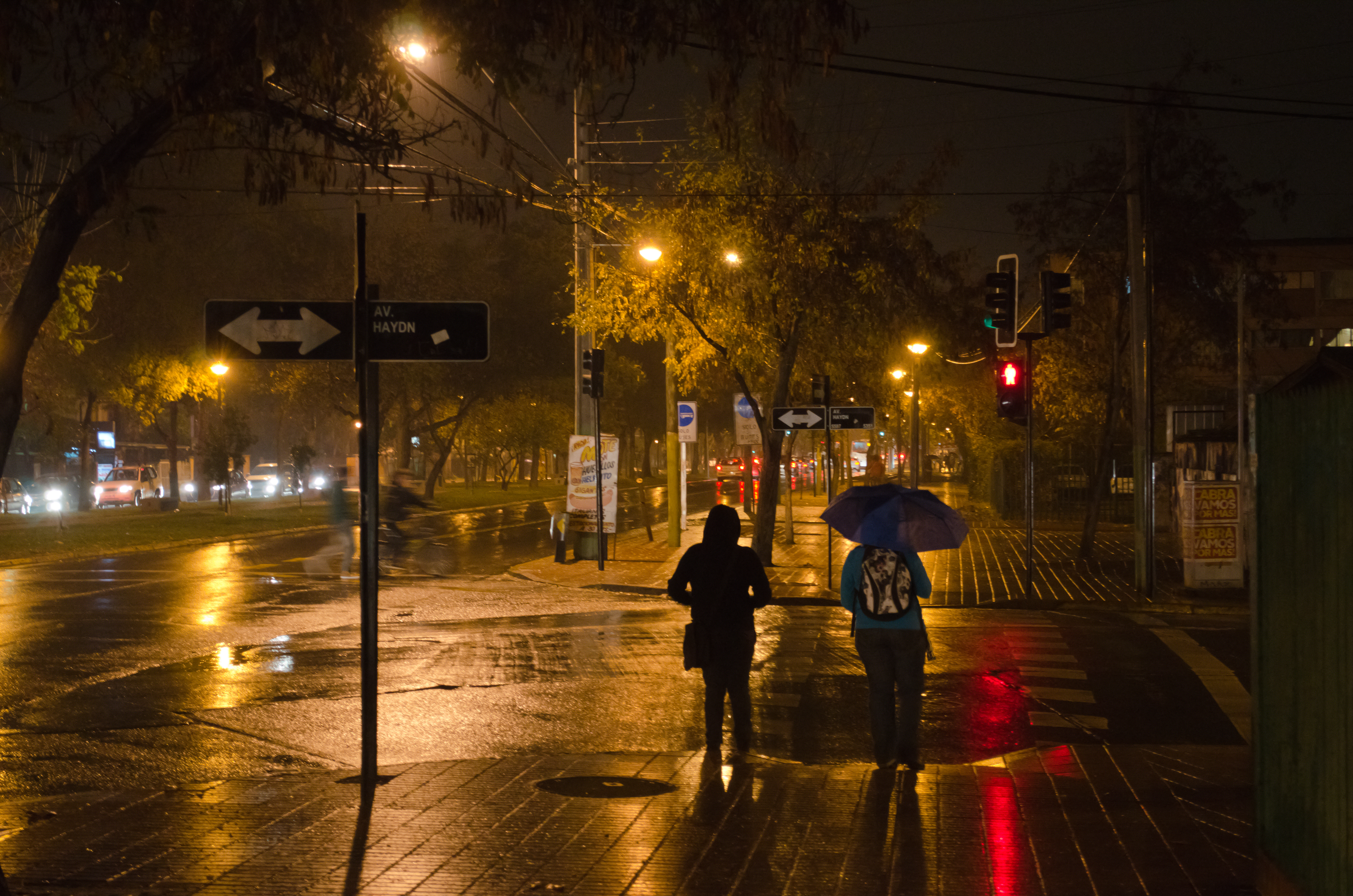
Departamental con avenida Haydn en la comuna de San Joaquín.

En su recorrido de oriente a poniente, la avenida pasa por diversos puntos neurálgicos entre los que se pueden destacar desde su nacimiento entre los barrios Las Higueras y Nuevo Amanecer, el cruce triple de las avenidas Departamental, Macul-La Florida y Américo Vespucio, la estación Macul del Metro de Santiago, diversos locales comerciales y el abandonado parque de diversiones Hollywood. Al costado oriente de esta intersección se ubica una plaza triangular sin nombre que corresponde a la parte residual de la antigua Rotonda Departamental, desmantelada en beneficio de la eficiencia vial.
En el cruce con avenida Exequiel Fernández se ubica el Estadio Monumental, propiedad del club deportivo Colo-Colo; adyacente a este se encuentra el barrio Pedrero, la estación de metro homónima y el Mall Florida Center. Cerca del cruce con avenida Haydn se ubicaba el antiguo centro comercial Persa Departamental y el colegio Haydn. Hacia el poniente de la avenida Santa Rosa se extienden barrios residenciales como Brasilia, Recreo, Plaza Llico y Mussa.
En el cruce con Gran Avenida se ubica la estación Departamental del metro de Santiago, cercano a diversos centros comerciales y educativos; algunos barrios del sector son Gauss, Atacama, Mena y el Museo a Cielo Abierto de la comuna de San Miguel.
Entre las intersecciones con la ruta 5 Sur y la avenida Clotario Blest se ubica un antiguo ramal de esta vía, llamada hoy "Departamental Antiguo", el estadio Miguel León Prado y barrios como Los Maitenes, La Victoria y Villa Sur. Al llegar a la avenida General Velásquez está el centro de abastecimientos Lo Valledor.
La ruta finaliza en el cruce con avenida Pedro Aguirre Cerda, en el lugar se encuentra la estación de metro Cerrillos y, en las cercanías, se hallan el Museo Nacional Aeronáutico y del Espacio, el Centro Nacional de Arte Contemporáneo Cerrillos, que ocupa el edificio modernista del desaparecido aeródromo Los Cerrillos, la Escuela de Formación de Carabineros y el complejo urbanístico Parque Bicentenario.